# Joseph Mewis
Joseph Mewis (n. 23 martie 1931, Antwerpen, Flandra, Belgia) a fost un luptător ce a reprezentat Belgia, medaliat olimpic. A participat la 4 ediții ale Jocurilor Olimpice (1952, 1956, 1960, 1964) în care a câștigat o medalie de argint.